# بتریک (روان‌گردان)
بتریک (روان‌گردان) (به انگلیسی: Beatrice (psychedelic)) با فرمول شیمیایی C۱۳H۲۱NO۲ یک ترکیب شیمیایی با شناسه پاب‌کم ۲۱۲۴۸۰ است. که جرم مولی آن ۲۲۳٫۳۱ g/mol می‌باشد. 